# Ovavesiculidae
Famille
Les Ovavesiculidae sont une famille de microsporidies faisant partie de l'ordre des Ovavesiculida. Ce sont des champignons pathogènes.

## Liste des genres
- Antonospora
- Ovavesicula
- Paranosema

Note : le genre Nematocida n'est pas attribué à la famille pour le moment, mais les études phylogénétiques le placent près du genre Ovavesicula.

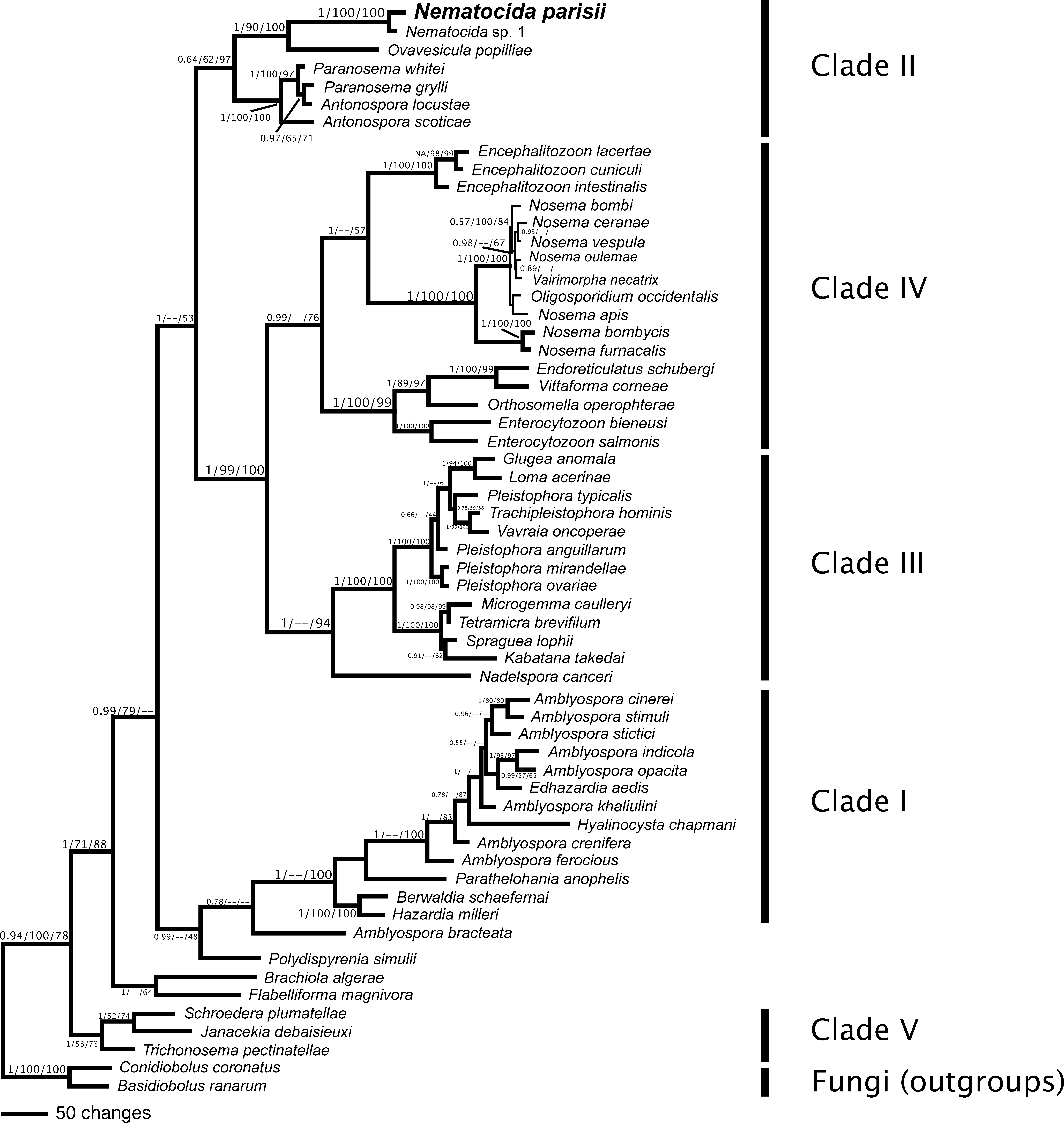
Cladogramme d'espèces de microsporidies. Les espèces de Nematocida sont situées en haut de l'arbre phylogénétique, dans le clade II regroupant les genres de la famille des Ovavesiculidae.